# دولت‌آباد (فراشبند)
دولت‌آباد (فراشبند)، روست ایی از توابع بخش دهرم شهرستان فراشبند در استان فارس ایران است.

## جمعیت
این روستا در دهستان دژگاه قرار دارد و براساس سرشماری مرکز آمار ایران در سال ۱۳۸۵، جمعیت آن ۷۹۲ نفر (۱۶۴خانوار) بوده است.
در حال حاضر طبق امار شبکه بهداشت دولت آباد سال۹۸ جمعیت بر حسی خانوار۲۴۳ و ۱۰۹۰نفر می‌باشد.